# Нелюбівська сільська рада
Нелюбівська сільська рада — колишній орган місцевого самоврядування у Диканському районі Полтавської області з центром у селі Нелюбівка.

## Населені пункти
Сільраді підпорядковані села:
- Нелюбівка
- Андренки
- Дейнеківка
- Сивці